# Adoretus vittipennis
Adoretus vittipennis är en skalbaggsart som beskrevs av Benderitter 1921. Adoretus vittipennis ingår i släktet Adoretus och familjen Rutelidae. Inga underarter finns listade i Catalogue of Life.